# Lisne, Kobeleakî
Lisne (în ucraineană Лісне) este un sat în comuna Suhînivka din raionul Kobeleakî, regiunea Poltava, Ucraina.

## Demografie
Componența lingvistică a localității Lisne
     Ucraineană (94,34%)
     Rusă (5,66%)
Conform recensământului din 2001, majoritatea populației localității Lisne era vorbitoare de ucraineană (94,34%), existând în minoritate și vorbitori de rusă (5,66%).